# Pleinfeld (stacja kolejowa)
Pleinfeld (niem: Bahnhof Pleinfeld) – stacja kolejowa w Pleinfeld, w regionie Bawaria, w Niemczech. Jest stacją węzłową na linii Norymberga – Augsburg. Ponadto kończy się tu linia do Gunzenhausen.
Według klasyfikacji Deutsche Bahn posiada kategorię 4.

## Infrastruktura
Stacja kolejowa Pleinfeld ma pięć torów przy trzech peronach. Tor 1 znajduje się przy głównym peronie i nie jest już wykorzystywany w ruchu pasażerskim. Na torze 2 zatrzymują się pociągi regionalne do Norymbergi, a na torze nr 3 w kierunku Treuchtlingen. Tor 4 jest używany przez pociągi regionalne do i z Gunzenhausen. Dwa perony wyspowe są połączone tunelem z budynkiem dworca. Na stacji znajduje się również restauracja.

## Linie kolejowe
- Norymberga – Augsburg
- Gunzenhausen – Pleinfeld